# André van Lysebeth
André Van Lysebeth (1919–2004) byl belgický jogín a instruktor jógy, jehož knihy o józe vycházejí v mnoha jazycích a patřily k prvním, které zpřístupnily jógu západnímu světu. Své znalosti Lysebeth získal v ášrámech svámího Šivánandy Sarasvatí v Rišikéši, Dhirendra Brahmachari v Dillí aj. André Van Lysebeth založil v Bruselu Institut jógy, kde vedl a vyučoval budoucí evropské instruktory jógy.
V době totality byl i André Van Lysebeth pozván dvakrát do Československa, kde přednášel odborné veřejnosti. Poté začaly být jeho knihy vydávány. Cvičenci na fotografiích v knihách Jóga a Cvičíme jógu (nakladatelství Olympia) jsou manželé André a Denise Lysebethovi. Z Lysebethova časopisu Yoga, založeném v roce 1963, vyšel česky knižně výběr článků z let 1981–1993.

## Dílo (výběr)
nakladatelství Olympia
- Jóga – autor knihu publikoval v roce 1968, v ČSR vyšlo v nakladatelství Olympia třikrát, poprvé v roce 1972
- Cvičíme jógu – autor knihu publikoval v roce 1973, v nakl. Olympia vyšlo dvakrát, podruhé v roce 1988

nakladatelství Argo
- Jóga I., Učím se jógu (1998, 2017)
- Jóga II., Zdokonaluji se v józe (1997, 1999, 2017)
- Pránájáma - technika dechu (1999, 2018)
- Čtení o józe (výběr článků z let 1981–1993), vydáno v roce 1999, 2009
- Tantra: Kult ženského principu, aneb jiný pohled na život a sex (1995, 2002, 2008, 2019)
- Jóga: Lekce jógy (2000, 2002)
- Jóga: Omládněte s jógou za 2 x 7 dní (2006, 2018)
- Učím se jógu (2017)
- Jóga mysli (2017)
- Lekce jógy (2018)